# Шенкурск
Шенкурск (рус. Шенкурск) град је у Русији у Архангелској области.

## Становништво
| 1939. | 1959. | 1970. | 1979. | 1989. | 2002. | 2010. |
| ----- | ----- | ----- | ----- | ----- | ----- | ----- |
| 4.900 | 5.431 | 6.434 | 7.583 | 7.424 | 6.151 | 5.702 |